# Ковылина, Екатерина Александровна
Екатерина Александровна Ковылина (род. 9 марта 1991, Хабаровск) — российская самбистка и дзюдоистка, призёр чемпионатов России по самбо и дзюдо, мастер спорта России. Выпускница Российского государственного университета физической культуры, спорта, молодёжи и туризма.

## Спортивные результаты
- Чемпионат России по дзюдо 2015 года — ;
- Чемпионат России по самбо 2016 года — .